# Wait and Bleed
Singles de Slipknot
Spit It Out
(1999)
Wait and Bleed est une chanson du groupe de heavy metal Slipknot, extraite de leur album homonyme, sorti en 1999. La chanson est rééditée avec la présence de chants plus clairs, commercialisée sous format single en juillet 1999, et atteint la 34e place du classement Hot Mainstream Rock Tracks de Billboard.

## Clip vidéo
Il existe deux clips vidéo de la chanson Wait and Bleed ; le premier, réalisé par Thomas Mignone, présente un montage de la performance live du groupe filmée lors du Ozzfest. Le second, connu dans sa « version Claymation », présente les neuf membres du groupe en créatures animées de type poupées de chiffon.

## Accueil
Wait and Bleed permet à Slipknot d'obtenir sa première nomination au Grammy Awards en 2001 dans la catégorie meilleure prestation metal, mais perd face à la chanson Elite des Deftones. La chanson emporte cependant le prix de meilleur single aux Kerrang! Awards. Elle connaît un succès commercial, atteignant la 34e place du classement Hot Mainstream Rock Tracks du Billboard aux États-Unis, ainsi que la 27e place du UK Singles Chart et la 1re du UK Rock and Metal Chart au Royaume-Uni. Elle est également classée 36e dans la liste des meilleures chansons metal sur VH1. Cette chanson est présente, avec Left Behind, Pulse of the Maggots, et Snuff,  dans les contenus téléchargeables de la série des jeux vidéo Rock Band.

## Liste des titres
Toutes les chansons sont créditées par Slipknot.
CD single
1. Wait and Bleed (Terry Date Mix) – 2:34
2. Spit It Out (Overcaffeinated Hyper Version) – 2:28
3. (sic) (Molt-Injected Mix) – 3:28

CD single promotionnel
1. Wait and Bleed (Radio Mix) – 2:30
2. Wait and Bleed (LP Mix) – 2:27
3. Call-Out Hook (LP Mix) – 0:12

Cassette single promotionnelle
1. Wait and Bleed
2. Me Inside (Non Album Track)

## Certifications
| Pays                  | Certification | Unités certifiées |
| --------------------- | ------------- | ----------------- |
| Canada (Music Canada) | Platine       | 80 000            |
| États-Unis (RIAA)     | Platine       | 1 000 000         |
| Royaume-Uni (BPI)     | Argent        | 200 000           |

## Cinéma
La chanson est présente dans le film français Play (2019).